# Jianchuan
Jianchuan, tidigare stavat Kienchwan, är ett härad i Dali, en autonom prefektur för baifolket i Yunnan-provinsen i sydvästra Kina. 